# Todus angustirostris
El barrancolí picofino (Todus angustirostris), también denominado chicuí y cortacubas de pico fino, es una especie de ave coraciforme de la familia Todidae endémica de la isla de La Española.

## Distribución y hábitat
Se encuentra principalmente en los bosques húmedos de montaña tanto de la República Dominicana como de Haití, a diferencia de su pariente, el barrancolí picogrueso que prefiere los hábitats de altitudes más bajas.